# Mr. Brightside
"Mr. Brightside" är en låt av Las Vegas-baserade rockbandet The Killers. Låten medverkar på gruppens debutalbum Hot Fuss och är skriven av Brandon Flowers och Dave Keuning.
Den utsågs till "Årtiondets bästa låt" av de brittiska radiostationerna Absolute Radio och XFM, och i april 2010 avslöjade Last.fm att det var den mest lyssnade låten sedan musiktjänsten startade, med över 7,66 miljoner spelningar. I oktober 2010 röstades låten fram som nummer 9 på Total Guitars lista över 2000-talets bästa gitarriff.

## Historia
"Mr. Brightside" skildrar svartsjukan och paranoian hos en man som misstänker att hans partner är otrogen mot honom; låten är inspirerad av en otrogen ex-flickvän till frontmannen Brandon Flowers. Gitarristen Dave Keuning komponerade verserna till låten innan han hade träffat Flowers. Efter att ha hört Daves idé, skrev han texten samt komponerade refrängen. I november 2001 spelade de in "Mr. Brightside" tillsammans med tre andra demos, inklusive "Desperate", "Replaceable" och "Under the Gun" på Mike Saks Kill the Messenger Studio i Henderson, Nevada. De delade ut denna demo gratis under deras spelningar år 2002.
"Mr. Brightside" blev snabbt mycket populär inom Las Vegas musikscen, där en recensent kallade låten för en "feel-good anthem that ranks as one of the best local tracks in a long time." Efter att ha skrivit skivkontrakt med det brittiska oberoende skivbolaget Lizard King Records, skickades låten till radiostationer som en promosingel, och den spelades ofta av BBC Radio 1:s DJ:s Zane Lowe och Steve Lamacq, samt blev favoriserad av XFM. I en stor hyllningsartikel, sa NME att låten var fylld med "ambitioner, sex och buller".
Den tidigaste versionen av låten kan hittas på YouTube. Mark Stoermer och Ronnie Vannucci var inte medlemmar i bandet när denna demo spelades in. Dave Keuning spelar bas på låten och Matt Norcross spelar trummor.
En remixversion av låten, gjord av Stuart Price medverkade på The Killers samlingsalbum Sawdust, innehållandes B-sidor samt rariteter. Under Brandon Flowers turné för sitt soloalbum, framförde han remixversionen tillsammans med Stuart Price under hans spelning på Brixton Academy, och har sedan dess framfört remixvarianten av låten på sin turnéer som avslutningslåt.

## Musikvideo
Det finns två videor för den här låten: den första versionen, även känd som UK-versionen, filmades i april 2004 på Staten Island, New York. Denna variant regisserades av Brad Palmer och Brian Palmer. Senare under året bestämde sig skivbolaget för att skapa en mer mainstream musikvideo för den amerikanska marknaden. Den andra videon, även känd som US-versionen, spelades in i Los Angeles, Kalifornien under november 2005. Videon innehåller Flowers, Izabella Miko och Eric Roberts i en kärlekstriangel, och utspelar sig inom en burlesk. Videon regisserades av Sophie Muller och bär likheter med Moulin Rouge! från 2001.
Den amerikanska versionen vann en MTV Video Music Award 2005 i kategorin "Best New Artist in a Video". De bilder som finns med i albumet Hot Fuss albumbok togs under inspelningen av den brittiska versionen.

## I populärkultur
I filmen The Holiday kan karaktären som spelas av Cameron Diaz ses sjunga "Mr. Brightside" medan hon dansar för sig själv. En remix av spåret användes i den tyska filmen 'Keinohrhasen' (på engelska 'Rabbit Without Ears').
The Killers framförde "Mr. Brightside" live i TV-serien OC (säsong 2, avsnitt 4), som ursprungligen sändes torsdagen den 2 december på Fox.
Låten finns även med som spelbar låt på Rock Band Unplugged och som DLC för Rock Band och Guitar Hero.

## Låtlista
| Original 2003 UK CD Release 1. "Mr. Brightside" 2. "Smile Like You Mean It" 3. "On Top" 4. "Who Let You Go?" Re-Release UK CD 1 1. "Mr. Brightside (radio edit)" 2. "Change Your Mind" Re-Release UK CD 2 1. "Mr. Brightside (Album Version)" 2. "Somebody Told Me (Insider Remix)" 3. "Midnight Show (SBN Live Session)" Re-Release UK Red 7" 1. "Mr. Brightside" 2. "Who Let You Go?" Original 2003 UK 7" Single Release 1. "Mr. Brightside (A)" - there is a sound effect of shuffling cards. 2. "Smile Like You Mean It (B)" US Promotional Release 1. "Mr. Brightside (single version)" | Australian Limited Edition Tour Single 1. "Mr. Brightside" 2. "Somebody Told Me (Josh Harris Remix)" 3. "Who Let You Go?" 4. "Mr. Brightside video" European 2005 Single 1. "Mr. Brightside" 2. "Somebody Told Me (Insider Remix)" European 2005 Maxi single 1. "Mr. Brightside" 2. "Somebody Told Me (Insider Remix)" 3. "Mr. Brightside (Jacques Lu Cont's Thin White Duke Mix)" US 12" 1. "Mr. Brightside (Jacques Lu Cont's Thin White Duke Remix)" 2. "Mr. Brightside (The Lindbergh Palace club Remix)" 3. "Mr. Brightside (Jacques Lu Cont's Thin White Duke Dub)" 4. "Mr. Brightside (The Lindbergh Palace Radio Remix)" 5. "Mr. Brightside (The Lindbergh Palace Dub)" 6. "Mr. Brightside (Original Version Video)" |

## Listplaceringar och certifieringar
"Mr. Brightside" debuterade som nummer 40 på Billboard Hot 100 den 12 februari 2005 och nådde som bäst plats 10, den 1 juni samma år.

### Certifieringar
| Land           | Certifiering | Försäljning |
| -------------- | ------------ | ----------- |
| Brasilien      | Guld         | 50 000+     |
| Nya Zeeland    | Guld         | 7 500+      |
| Storbritannien | Silver       | 200 000+    |
| USA            | 2x platina   | 2 000 000+  |

## Utmärkelser
| Publikation     | Land           | Utmärkelse                                | År   | Rank |
| --------------- | -------------- | ----------------------------------------- | ---- | ---- |
| Absolute Radio  | Storbritannien | 100 Best Songs of the Decade              | 2009 | 1    |
| Channel 4       | Storbritannien | Greatest Songs of the Noughties           | 2009 | 2    |
| NME             | Storbritannien | Best Tracks of 2004                       | 2004 | 5    |
| NME             | Storbritannien | 150 Best Tracks of the Past 15 Years      | 2011 | 5    |
| NME             | Storbritannien | 50 Most Explosive Choruses                | 2012 | 3    |
| Total Guitar    | Storbritannien | Greatest Guitar Riffs of the 21st Century | 2010 | 9    |
| Triple J        | Australien     | Hottest 100 of 2004                       | 2004 | 13   |
| Rolling Stone   | USA            | 100 Greatest Songs of the Decade          | 2009 | 48   |
| Pitchfork Media | USA            | The Top 500 Tracks of the 2000's          | 2009 | 72   |
| VH1             | USA            | 100 Greatest Songs of the '00s            | 2011 | 55   |
| XFM             | Storbritannien | Top 100 Songs of the Decade               | 2009 | 1    |
| XFM             | Storbritannien | The Top 1,000 Songs Of All Time           | 2010 | 1    |